# Long Bình (thị trấn)
Long Bình là một thị trấn cũ thuộc huyện An Phú, tỉnh An Giang, Việt Nam.

## Địa lý
Long Bình là một thị trấn biên giới nằm ở phía bắc huyện An Phú, có vị trí địa lý:
- Phía đông giáp xã Khánh An
- Phía tây và phía bắc giáp Campuchia
- Phía nam giáp xã Khánh Bình.

Thị trấn có diện tích 3,54 km², dân số năm 2019 là 9.445 người, mật độ dân số đạt 2.668 người/km².

Tại phía tây nam thị trấn Long Bình có cây cầu Long Bình – Chrey Thom bắc qua sông Bình Di nối liền thị trấn với làng Chrey Thom thuộc xã Sampeou Poun, huyện Koh Thom, tỉnh Kandal, Campuchia.
Ngày 16 tháng 6 năm 2025, Ủy ban Thường vụ Quốc hội ban hành Nghị quyết số 1654/NQ-UBTVQH15 về việc sắp xếp các đơn vị hành chính cấp xã của tỉnh An Giang năm 2025. Theo đó, sắp xếp toàn bộ diện tích tự nhiên, quy mô dân số của thị trấn Long Bình, xã Khánh An và xã Khánh Bình thành xã mới có tên gọi là xã Khánh Bình.

## Hành chính
Thị trấn Long Bình được chia thành 3 ấp: Tân Bình, Tân Khánh và Tân Thạnh.

## Lịch sử
Thị trấn Long Bình được thành lập vào ngày 12 tháng 4 năm 2005 trên cơ sở 174 ha diện tích tự nhiên và 4.054 người của xã Khánh Bình, 248 ha diện tích tự nhiên và 3.738 người của xã Khánh An.
Sau khi thành lập, thị trấn có 422 ha diện tích tự nhiên và 7.792 người.

## Hình ảnh

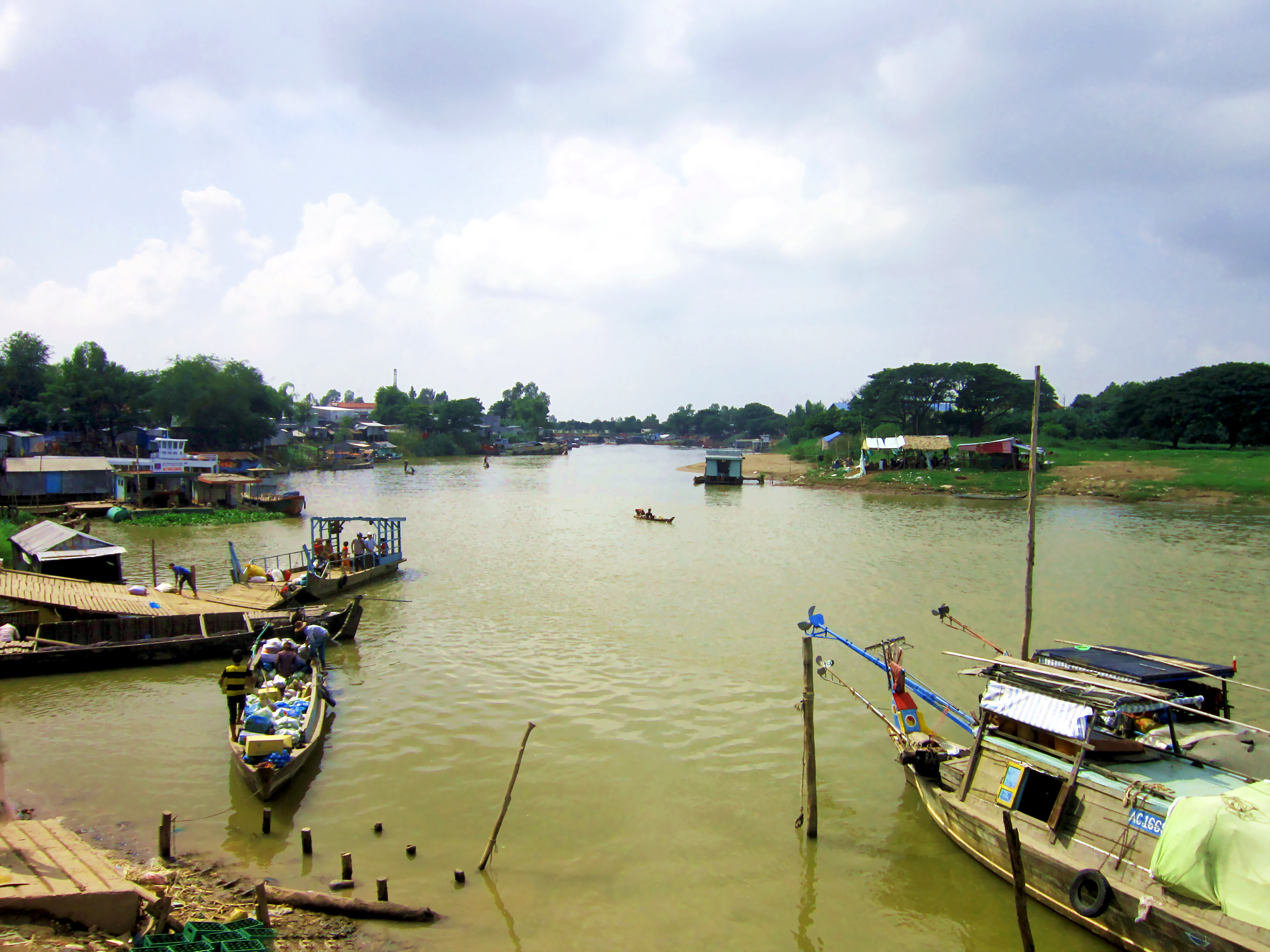
Bến phà tại chợ Long Bình bên sông Bình Di
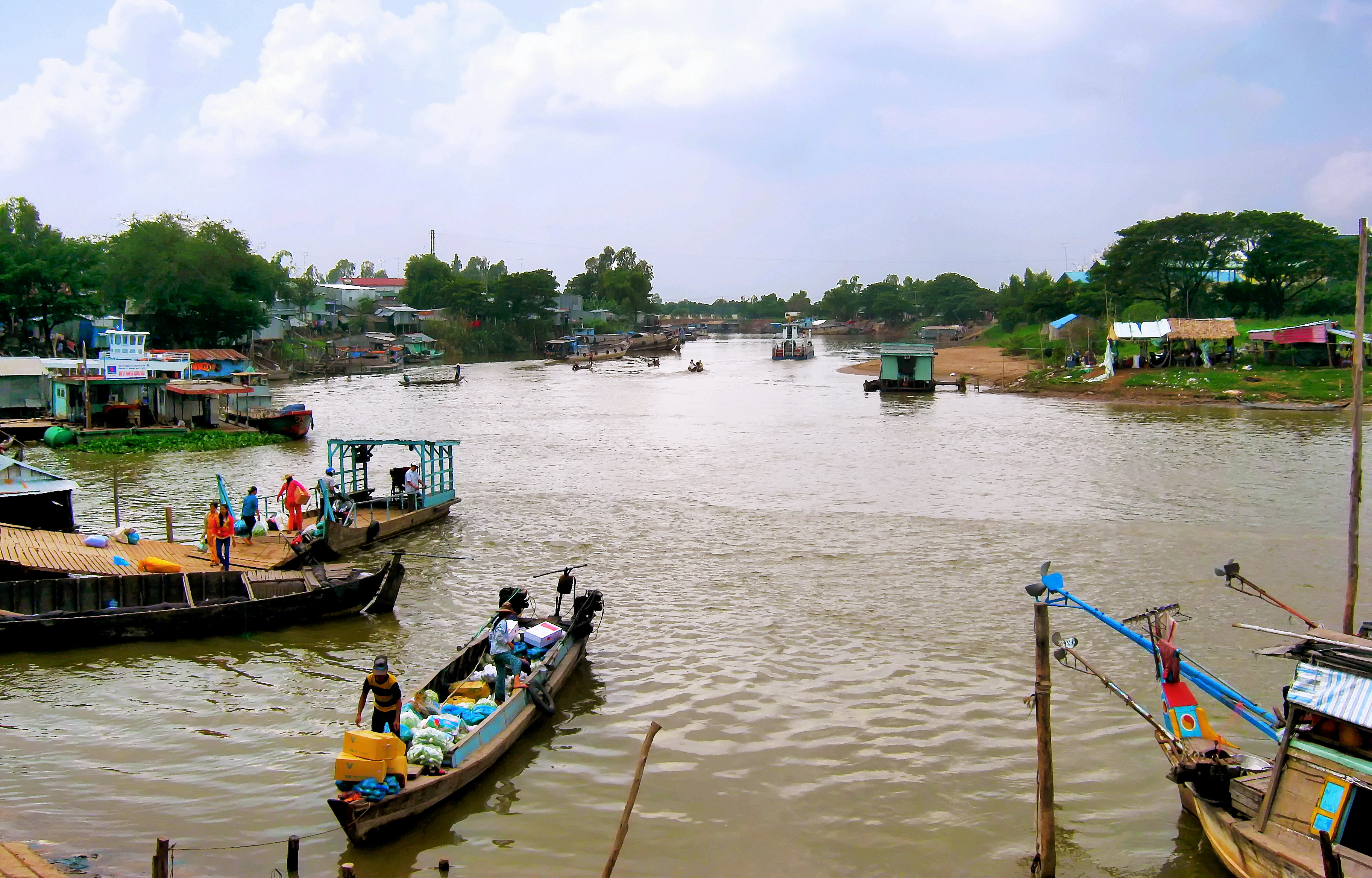
Sông Bình Di